# Tapis de Mantes
Pour les articles homonymes, voir Tapis (homonymie).
Le tapis de Mantes est une œuvre d'art safavide, attribuée à l'Iran de la seconde moitié du XVIe siècle et conservée au musée du Louvre, à Paris, dans le département des arts de l'Islam (OA 6610). De très grande taille (7,83 x 3,79 m), il a été découvert dans la collégiale de Mantes-la-Jolie en 1912 et acquis moins d'un an plus tard par le musée, en 1913. Il est réalisé en coton et laine, avec un nœud asymétrique. 

## Histoire
Le tapis de Mantes est connu pour avoir orné les salons de la sous-préfecture de Mantes avant d'être déposé à la collégiale et de servir pendant les mariages, étendu dans le chœur, mais aucun document officiel ne permet de déterminer quand et comment il est arrivé en France. Il est mentionné dans l'inventaire des biens des églises d'Eugène Viollet-le-Duc, fait l'objet d'une mention dans Dictionnaire du mobilier de celui-ci, paru en 1872. Il pourrait être entré dans le pays dès le XVIIe siècle, date où les échanges entre France et Iran s'intensifient, et avoir fait l'objet d'un don de Madame du Barry, maîtresse de Louis XV à la ville de Mantes, sans que ce fait soit certain. 
Son état de conservation est moyen, le tapis ayant été altéré lors d'un abandon dans une pièce en travaux. Toute une partie est très endommagée.

## Description

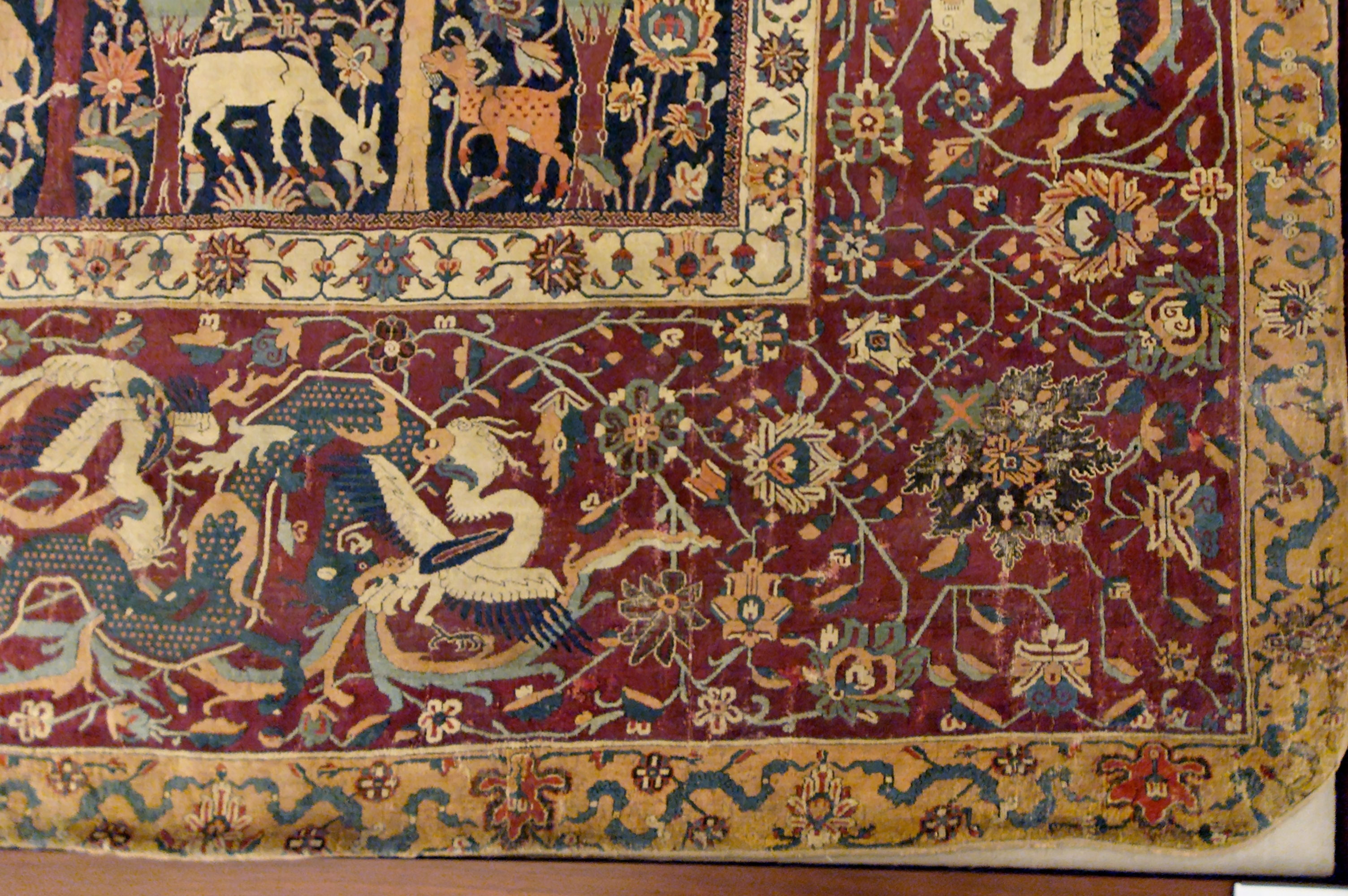
Détail d'un coin du tapis

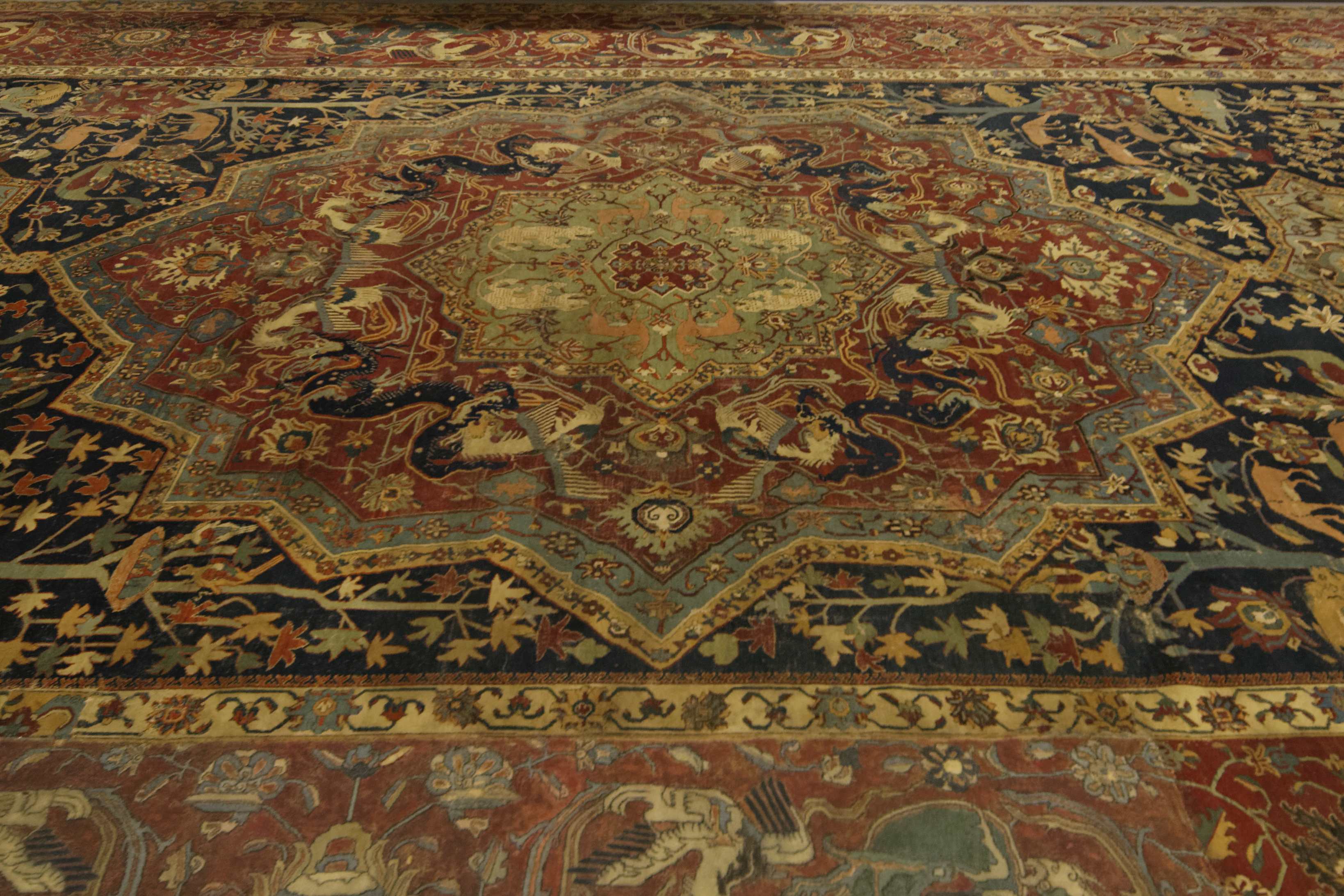
Détail du grand médaillon central du tapis

Le tapis, de forme rectangulaire, possède une large bordure principale, où sont figurés des combats entre dragon et phénix séparés par des motifs floraux. Cette bande est encadrée de deux bordures secondaires relativement étroites à motifs floraux et nuages chinois (dits nuages tchi) pour la bordure extérieure. 
Le champ lui-même s'organise strictement autour de deux axes de symétrie perpendiculaires. Au centre se trouvent trois médaillons étoilés imbriqués, du plus petit au plus grand rouge à motifs floraux, vert tendre avec quatre panthères à l'affût d'autant d'antilopes et rouge avec quatre combats entre deux phénix et un dragon, toujours sur fond de motifs floraux. Chaque niveau dispose d'une bordure florale, et celle du plus grand médaillon sert aussi à encadrer le cartouche et la mandorle qui s'échappent de chaque côté. Les cartouches, sur fond bleu clair, sont décorés de rinceaux avec des fleurs de lotus et des palmettes bifides, tandis que dans les mandorles se trouvent deux kilins autour d'un cyprès.
Le reste du champ d'organise, de chaque côté du médaillon central, en deux registres, tandis que la symétrie axiale est toujours de mise. Au registre inférieur, dans chaque moitié, des arbres en fleur s'enroulent autour de deux cyprès aux pied desquels broutent des capridés et courent un lièvre, tandis qu'un lion dévore une gazelle et qu'un renard s'élance. Des oiseaux s'ébattent dans les branches et font la transition vers le registre supérieur, où l'on voit un chasseur visant de son mousquet un lion sur le dos d'une gazelle. Au-dessus du chasseur, un paon trouve sa place entre le médaillon et le cartouche, différents animaux s'abreuvent à un étang, reconnaissable non à sa couleur rouge, mais aux poissons et canards qui s'y trouvent. Dominant l'étendue d'eau, un arbre, peut être un érable, entre les branches duquel deux oiseaux ont établi un nid pour nourrir leurs oisillons.

## Datation
Du fait de sa technique, l'emploi des nœuds asymétriques, il n'est pas difficile d'attribuer ce tapis à la Perse, même si le centre de fabrication, probablement Tabriz, ne peut être déterminé avec certitude. Par contre, la datation s'avère plus complexe. Cette œuvre s'inscrit dans la lignée des tapis à médaillons, dont l'organisation reprend celle d'enluminures et de reliures du début du XVIe siècle et au nombre desquels figure le célèbre Darius de l'univers et les deux tapis du tombeau de Shaykh Safi à Ardabil. Toutefois, les spécialistes préfèrent la dater de la seconde moitié de ce siècle, voire du début du XVIIe, en raison de la présence du mousquet, une arme qui n'arrive en Iran qu'après la bataille de Chaldiran (1514), et se généralise petit à petit. L'absence d'écoinçons, une certaine maladresse dans la représentation des animaux sont également à mettre sur le compte d'une datation tardive.

## Décor: symbolismes et signification
On peut rattacher le tapis de Mantes à un groupe de tapis dits de chasse. L'iconographie cynégétique est assez fréquente en Iran, la chasse y étant un sport traditionnel, très apprécié par la noblesse qui y trouvait une manière de s'entraîner à la guerre. On peut ainsi citer un exemple fameux du musée Pezzoli à Milan, où l'on voit des cavaliers attaquer différents animaux dans une composition fourmillante. Ici cependant, le thème est modernisé, avec l'apparition du mousquet, tenu par un chasseur à pied et seul. 
On retrouve aussi plusieurs motifs symboliques qui méritent une explication. 
- le paon est un animal associé à la personne du roi depuis longtemps en Iran. Sa représentation, assez statique et hiératique sur le tapis est peut-être à rapprocher de celle de ces mêmes animaux sur l'iwan principal de la mosquée du Shah à Isfahan.
- le cyprès autour duquel s'enroule un arbre en fleur est un poncif de la poésie et de la peinture iranienne, qui représente l'amour. L'homme, fort et vigoureux est souvent comparé au cyprès, l'arbre en fleur symbolisant la femme.
- L'étang d'où s'échappe un arbre rappelle un mythe zoroastrien de création du monde. Il est ici traité de manière relativement naturaliste, ce qui constitue une innovation.
- Le combat du dragon et du phénix est un thème symbolisant la lutte du bien et du mal connu aussi bien en Iran qu'en Chine. Il est ici, avec les fleurs de lotus et de pivoine et les nuages tchi, l'un des éléments qui rappellent les fortes influences de l'art chinois sur l'art persan à cette période, influence que l'on retrouve dans d'autres arts comme la céramique ou encore l'art du livre.

## Œuvres proches
Plusieurs tapis peuvent être rapprochés de celui de Mantes. En particulier, on trouve au Musée des Arts décoratifs (Paris) un fragment de tapis du milieu du XVIe siècle tout à fait comparable, à médaillon, dont le champ représente un jardin avec des cyprès et des arbres en fleurs. Les couleurs sont nettement moins variées, mais le tissage et le dessin beaucoup plus fin, grâce à l'emploi de la soie.